# Lamentaciones del profeta Jeremías (Ginastera)
Lamentaciones del profeta Jeremías (o Hieremiae Prophetae Lamentationes) es una obra coral, compuesta por Alberto Ginastera , en 1946. 
Se basa en los textos libremente seleccionados a partir de las Lamentaciones del profeta Jeremías. El trabajo está dividido en tres partes: O vos omnes, Ego vir videns y Recordare, Domine.
- Datos: Q6481757